# Кент, Стивен Алан
Сти́вен А́лан Ке́нт (англ. Stephen Alan Kent; род. XX век) — канадский социолог религии, религиовед и историк религии, профессор Альбертского университета. Занимается изучением новых и альтернативных религий. Исследовал, в частности, сайентологию и «Детей бога», а также более новые религиозные течения, действующие на территории Канады.

## Образование
В 1973 году получил степень бакалавра социологии в Мэрилендском университете, в 1978 году магистерскую степень по истории религии в Американском университете, в 1979 году получил ещё одну магистерскую степень по религии в современном западном обществе и индийскому буддизму в Университете Макмастера и там же в 1983 году докторскую степень по религиоведению.

## Научная деятельность
Джон Симсонс писал про Стивен Кента, что он «нашёл себя на стороне культов на водоразделе культ/НРД» Симпсонс советовал Кенту и дальше исследовать «Детей бога» и замечал: «Он совершил широкий прорыв в изучении новых религиозных движений и спорить о том, что мы обязаны быть бережными в оценках причастности тех или иных групп. Его труд прекрасный пример того, как изучают вопрос учёные, кто сосредоточен на культах». Стивен Кент потратил большое количество времени и сил на изучение «Детей бога» и их основателя Дэвида Берга.
Он исследовал свидетельства людей по-поводу случаев сатанинской паники в промежуток 1930-х по 1980-е годы. Кевин Кристиано отмечает, что исследования Кента «показали, что Библия и библейская тема являются питательной средой для зарождения паники» добавляю, что «произвольный культ в своей церемонии доскональное пользуется библейскими ссылками и метафорами». Канадский религиовед Ирвинг Хэксхэм высказался по-поводу Стивена Кента в 2001 году статье в Nova Religio: «Единственное исключение из в целом нейтральных и отказывающихся от антикультовой риторики канадских учёных — Стивен Кент, кто откровеннен в своей критике многих новых религий, в частности, саентологии, и кто работает в тесном сотрудничестве с различными группами антикультового движения. Несмотря на то, что взгляды Кента широко известны некоторые канадские учёные согласны с его выводами и многие не согласны довольно твёрдо, по причине его склонности использовать свидетельства бывших членов» Американские социологи Энсон Шуп и Сюзан Дэрнелл определяли Стивена Кента, как «чудака» указывая на то, что исследование и полицейское расследование в связи с утверждениями о сатанинском ритуале человеческого жертвоприношения показали их необоснованность.
При поддержке социолога Терезы Крибс Кент написал о случае «когда учёные ведают грех». В своей книге «Отрицая историю» Майкл Шермер и Алекс Гробмэн отмечали: «Социологи осведомлены о проблеме сотрудничества исследователей с группой — культом или религией Нового века — посредством чего учёный, включаясь в группы и проводя значительное время с адептами, печатает рукопись или книгу, которые не так уж объективны, как он или она в это верят». Шермер и Гробман цитируя работу Кента и Крибс высказываются, что: «В самом деле, социологи Стивен Кент и Тереза Крибс выявили многочисленные случаи, когда учёные ведают грех, где якобы сторонние, беспристрастные учёные оказываются невольными орудиями религиозных групп, стремящихся выглядеть в лучшем свет и нуждающихся в одобрение со стороны науки».
Исследуя саентологию, Кент прежде всего обратил внимание на Отряд реабилитационных проектов (ОРП), являющийся составной частью Морской организации(МОРГ). Его обширные исследования истории и практики саентологов привели Стивена Кента к выводу, что в Церковь саентологии и сопутствующие ей организации в 1960-70 годы вовлекалось довольно много молодёжи, а некоторые саентологи второго поколения покидали организацию в «волнах». Кент выступал в качестве эксперта по ОРП в СМИ, а также по-поводу саентологической этики, как и об аффилированной с саентологами организацией Нарконон. Он опубликовал статьи касательно саентологии в Голливуде и полагает, что саентологи используют знаменитостей, как Том Круз и Джон Траволта, «как глашатаев саентологии, и на них возлагается задача нести саентологию во внешний мир и строить отношения с правительствами»
Согласно CBS News «Он рассматривается, как один из крупнейших экспертов по саентологии. Но самими саентологами воспринимается, как антирелигиозный экстремист, который должен заплатить за своё свидетельство против них в суде». Главный редактор журнала The Village Voice Тони Ортега отозвался о Стивене Кенте, как об учёном «кто глубоко изучает сантологию», а газета St. Petersburg Times называет Кента «экспертом по [культовым] группам». Стивен Кент выступал в качестве эксперта-свидетеля на стороне ответчиков в ходе судебных процессов аффилированных с саентологами организаций, за что саентологические активисты проводили против него пикеты под окнами его кабинета в Альбертском университете.
Исследовательская работа Стивена Кента по ОРП саентологов подвергается критике по методологическим основаниям со стороны других социологов — Джона Мелтона и Лорни Доусона, поскольку данные учёные считают недопустимым его частые ссылки на данных бывших адептов изучаемых НРД, а также на отсутствие у Кента полученных в ходе полевых исследований «сведений из первых рук о ОРП». А Марк Оппенгеймер писал в журнале The Christian Century, что «Кент предлагает свежее вдумчивое исследование».
Рецензент научного журнала Choice: Current Reviews for Academic Libraries описывает книгу, как «увлекательную и красноречивую» и отмечает, что «Кент знает эти местечки хорошо и предлагает читателям — даже искушённым — прочувствовать дух времени той эпохи».

## «От слоганов к мантрам»
Монография Стивена Кента «От слоганов к мантрам: Социальный протест и религиозное обращение в поздний период Войны во Вьетнаме» была выпущена в 2001 году издательством Syracuse University Press. В книге Кент исследует, как политические активисты времён войны во Вьетнаме позднее обратились от протеста к альтернативным религиозным движения, вроде Международного общества сознания Кришны, Трансцендентальной медитации, саентологии и Церкви объединения. Журнал Publishers Weekly назвал книгу «ясной и хорошо проработанной», и отметил, что «исследование Кента обещает изменить и вдохнуть жизнь в сам язык, на котором мы обсуждаем связь между религией и политикой в Америке». Рецензент Джеймс Овербик на страницах журнала Library Journal предлагает труд Стивена Кента для «научных библиотек и публичных библиотек».

## Награды и признания
В 2003 году книга «От слоганов к мантрам» была определена журналом Choice: Current Reviews for Academic Libraries, как «Знаком высокой научности», что означает ещё обязательность наличия в каждой библиотеке. В 2009 году Стивен Кент был поощрён своими студентами, получив 12 марта премию (англ. Graduate Student Supervisor Award) от Ассоциации выпускников. В апреле 2010 года Кенту была присуждена Педагогическая премия имени Билла Милоффа (англ. "Bill Meloff Memorial Teaching Award") от социологического факультета Альбертский университет. На вручении премии Стивен Кент сообщил, что использует полученную $1000 на «обновление DVD коллекции факультета по социологии девиации и социологии религии».

## Научные труды
Книги
- From slogans to mantras: social protest and religious conversion in the late Vietnam war era, Syracuse University Press, 2001, ISBN 0-8156-2948-6

Главы из книг
- Stephen A. Kent "New Religious Movements, " in The Sociology of Religion: A Canadian Focus. Edited by Ted Hewitt. New York: Butterworths, 1993: 83-106.
- Stephen A. Kent Charles Hobart. "Religion and Societies, " in Introduction to Sociology, 2nd Edition. Edited by David Pierce and Bill Meloff. Scarborough, Ontario: Nelson Canada (1994): 311—339.
- Stephen A. Kent, Gordon Drever . "Gods From Afar, " in Edmonton: The Life of a City. Edited by Bob Hesketh and Frances Swyripa. Edmonton: NeWest Press (1995): 275—282.
- Stephen A. Kent«Brainwashing Programs in The Family/Children of God and Scientology.» in Misunderstanding Cults: Searching for Objectivity in a Controversial Field. Edited by Benjamin Zablocki and Thomas Robbins. Toronto: University of Toronto Press: 2001: 349—378.
- Stephen A. Kent «Compelling Evidence: A Rejoinder to Lorne Dawson’s Chapter.» in Misunderstanding Cults: Searching for Objectivity in a Controversial Field. Edited by Benjamin Zablocki and Thomas Robbins. Toronto: University of Toronto Press: 2001:401-411.
- Stephen A. Kent «Seven Thousand ‘Hand-Maids and Daughters of the Lord’: Lincolnshire and Cheshire Quaker Women’s Anti-Tithe Protests in Late Interregnum and Restoration England.» In Women, Gender and Radical Religion in Early Modern Europe. Edited by Sylvia Brown. Leiden: E.J. Brill: 2007: 65-96.
- Stephen A. Kent «Post World War II New Religious Movements in the West.» In The World’s Religions: Continuities and Transformations. 2nd Edition. Edited by Peter Clarke and Peter Beyer. New York: Routledge: 2008: 501—519 (forthcoming).

Статьи
- Stephen A. Kent Valentinian Gnoticism and Classical Samkhya—A Thematic and Structural Comparison, Philosophy East and West 30 no.2 (April, 1980): 241—259.
- Stephen A. Kent Puritan Radicalism and the New Religious Organizations: Seventeen the Century England and Contemporary America, Comparative Social Research 10, (1987): 3-46.
- Stephen A. Kent Scientology’s Relationship With Eastern Religious Traditions Berliner Dialog Heft 1-97
- Stephen A. Kent Lustful Prophet: A Psychosexual Historical Study of the Children of God’s Leader, David Berg, Cultic Studies Journal Volume 11 No. 2 : 135—188, 1994
- Stephen A. Kent Misattribution and Social Control in the Children of God, Journal of Religion and Health. 33 No.1,: 29-43, 1994.
- Stephen A. Kent Brainwashing in Scientology’s Rehabilitation Project Force (RPF), 1997
- Stephen A. Kent When Scholars Know Sin, Skeptic Magazine Vol. 6, No. 3, 1998.
- Stephen A. Kent The Globalization of Scientology, Religion 29, 1999: 147—169.
- Stephen A. Kent Clarifying Contentious Issues: A Rejoinder to Melton, Shupe, and Lewis Skeptic 7 No.1, 1999, 21-26.
- Stephen A. Kent Scientology — Is this a Religion? Marburg Journal of Religion, Volume 4, No. 1, 1999.
- Stephen A. Kent The Creation of 'Religious' Scientology, Religious Studies and Theology, 18 No. 2, 1999.
- Stephen A. Kent The French and German versus American Debate over 'New Religions', Scientology, and Human Rights, Marburg Journal of Religion, Volume 6, No. 1, 2001.
- Stephen A. Kent Exit Counseling and the Decline of Deprogramming., Cultic Studies Review 1 No.3, 2002.
- Stephen A. Kent Generational Revolt by the Adult Children of First-Generation Members of the Children of God/The Family, Cultic Studies Review 3 No. 1, 2004.
- Stephen A. Kent «Hollywood’s Celebrity-Lobbyists and the Clinton Administration’s American Foreign Policy Toward German Scientology.» Journal of Religion and Popular Culture 1 (Spring 2002) at https://web.archive.org/web/20130107070133/http://www.usask.ca/relst/jrpc/articles.html
- Stephen A. Kent «Spiritual Kinship and New Religions.» Religious Studies and Theology 22 No. 1 (2003): 85-100.
- Stephen A. Kent «Scientology and the European Human Rights Debate: A Reply to Leisa Goodman, J. Gordon Melton, and the European Rehabilitation Project Force Study.» Marburg Journal of Religion 8 No. 1 (September 2003)
- Stephen A. Kent, Doni Whitsett. «Cults and Families.» Families in Society (October-December 2003):491-502; Reprinted in Cultic Studies Review 3 No. 2 (2004).
- Stephen A. Kent «’Early’ Sa-m.khya in the Buddhacarita, „ Philosophy East and West 32 no. 3 (July 1982): 259—278; available at: https://web.archive.org/web/20120216074619/http://ccbs.ntu.edu.tw/FULLTEXT/JR-PHIL/kent.htm.
- Stephen A. Kent“‘Hand-Maids and Daughters of the Lord’: Quaker Women, Quaker Families, and Somerset’s Anti-Tithe Petition in 1659.» Quaker History 97 No. 1 (Spring 2008): 32-61.
- Stephen A. Kent "A Sectarian Interpretation of the Rise of Mahayana, " Religion 12 (1982): 311—322.
- Stephen A. Kent «A Matter of Principle: Fundamentalist Mormon Polygamy, Children, and Human Rights Debates.» Nova Religio: The Journal of Alternative and Emergent Religions 10 Issue 1 (2006): 7-29.
- Stephen A. Kent «Contemporary Uses of the Brainwashing Concept: 2000 to Mid-2007.» Cultic Studies Review 7 No. 2 (2008, forthcoming). 30pp.
- Stephen A. Kent "Deviance Labelling and Normative Strategies in the Canadian 'New Religions/Countercult' Debate, " Canadian Journal of Sociology 15 no.4 (1990): 393—416.
- Stephen A. Kent «Deviant Scriptualism and Ritual Satanic Abuse» Part Two: «Possible Mormon, Magick, and Pagan Influences.» Religion 23 no.4 (October 1993): 355—367.
- Stephen A. Kent "Diabolic Debates: A Reply to David Frankfurter and J. S. La Fontaine, " Religion 24 (1994): 361—378.
- Stephen A. Kent «Education and Re-education in Ideological Organizations and Their Implications for Children.» Cultic Studies Review 4 No. 2 (2005): 119—145.
- Stephen A. Kent "Mysticism, Quakerism, and Relative Deprivation: A Sociological Reply to R.A. Naulty, " Religion 19 (1989): 157—178.
- «Narcissistic Fraud in the Ancient World: Lucian’s Account of Alexander of Abonuteichos and the Cult of Glycon.» Ancient Narrative 6 (2007): 77-99, 161.
- Stephen A. Kent "Psychological and Mystical Interpretations of Early Quakerism: William James and Rufus Jones, " Religion 17 (1987): 251—274.
- Stephen A. Kent"Psychology and Quaker Mysticism: The Legacy of William James and Rufus Jones, " Quaker History 76 no. 1 (Spring 1987): 1-17.
- Stephen A. Kent «Radical Rhetoric and Mystical Religion in America’s Late Vietnam War Era.» Religion 23 no.1 (January 1993): 45-60.
- Stephen A. Kent «Deviant Scripturalism and Ritual Satanic Abuse. Part One: Possible Judeo-Christian Influences.» Religion 23 no.3 (July 1993): 229—241.
- Stephen A. Kent "Relative Deprivation and Resource Mobilization: A Study of Early Quakerism, " British Journal of Sociology 33 no. 4 (December 1982): 529—544.
- Stephen A. Kent «Scientific Evaluation of the Dangers Posed by Religious Groups: A Partial Model.» Cultic Studies Review 3 No. 2/3 (2004); 101—134; Revised Reprint in The New Religious Question: State Regulation or State Interference? Edited by Pauline Côté and Jeremy T. Gunn. Berlin: Peter Lang: 343—370.
- Stephen A. Kent "Slogan Chanters to Mantra Chanters: A Mertonian Deviance Analysis of Conversion to the Religious Organizations of the Early 1970s, " Sociological Analysis 49 no. 2 (1988): 104—118; Reprinted in Sights on the Sixties, edited by Barbara L. Tischler. New Brunswick, New Jersey: Rutgers University Press, 1992.
- Stephen A. Kent "The ‘Papist’ Charges Against the Interregnum Quakers, " Journal of Religious History 12 (1982): 180—190.
- Stephen A. Kent "The Quaker Ethic and the Fixed Price Policy: Max Weber and Beyond, " Sociological Inquiry 53 no.1 (February, 1983): 16-32; Revised Reprint in Time, Place, and Circumstance: Neo-Weberian Essays in Religion, Culture, and Society. Edited by William Swatos. Westport, Connecticut: Greenwood Press, 1990: 139—150, 198—201.
- Stephen A. Kent "Weber, Goethe, and the Nietzschean Allusion: Capturing the Source of the 'Iron Cage' Metaphor, " Sociological Analysis 44 no. 4 (Winter 1983): 297—319.
- Stephen A. Kent "Weber, Goethe, and William Penn: Themes of Marital Love, " Sociological Analysis 46 no. 3 (1985): 315—320.
- Stephen A. Kent, Robert H. Cartwright. «Social Control in Alternative Religions: A Familial Perspective.» Sociological Analysis (Winter 1992): 345—361.
- Stephen A. Kent, James Spickard. «The 'Other' Civil Religion and the Tradition of Radical Quaker Politics.» Journal of Church and State (Spring 1994): 301—315.
- Stephen A. Kent, Theresa Krebs. «Academic Compromise in the Social Scientific Study of Alternative Religions.» Nova Religio 2 No.1 (October 1998): 44-54
- Stephen A. Kent, Deana Hall. «Brainwashing and Re-Indoctrination Programs in the Children of God/The Family.» Cultic Studies Journal 17 (2000): 56-78.

Издания институтов
- Stephen A. Kent «Scientology in the United States.» // Wie umgehen mit Scientology? Ein internationaler Vergleich. Edited by Christian Koecke. Konrad Adenauer Stiftung Interne Studie Nr. 152/1998. Sant Augustin, Germany (April 1998): 15-24.
- Stephen A. Kent "Scientology in Canada. // "Wie umgehen mit Scientology? Ein internationaler Vergleich. Edited by Christian Koecke. Konrad Adenauer Stiftung Interne Studie Nr. 152/1998. Sant Augustin, Germany (April 1998): 25-31.
- Gehirnwäsche im Rehabilitation Project Force (RPF) der Scientology-Organisation. Freie und Hansestadt Hamburg [Germany], Behörde für Inneres-Arbeitsgruppe Scientology und Landeszentrale für politische Bildung. (October 2000): 72 pp.; in English as Brainwashing in Scientology’s Rehabilitation Project Force (RPF). Behörde für Inneres-Arbeitsgruppe Scientology und Landeszentrale für politische Bildung. (October 2000): 63 pp.

СМИ
- Stephen A. Kent «Zur wissenschaftlichen Untersuchung von Religionen und neuen religiosen Bewegungen.» // Berliner Dialog Heft 2 (1998): 4-8.

Рецензии
- Stephen A. Kent Gordon Marshall, In Search of the Spirit of Capitalism: An Essay on Max Weber’s Protestant Ethic Thesis. Journal for the Scientific Study of Religion 22 no.4 (December 1983): 388, 390.
- Stephen A. Kent E. Burke Rochford, Jr. Hare Krishna in America. Canadian Journal of Sociology 10 no. 3 (Summer 1987): 153—157.
- Stephen A. Kent Douglas Curran, In Advance of the Landing: Folk Concepts of Outer Space. Sociological Analysis 49 no.2 (1988): 197—198.
- Stephen A. Kent Randall Collins, Max Weber: A Skeleton Key. Sociological Analysis 49 no.3 (1988): 314—315.
- Stephen A. Kent Review of «The Sage Qualitative Research Methods Series: Vols.1-7.» Canadian Review of Sociology and Anthropology 26: 848—852.
- Stephen A. Kent Miriam Williams, Heaven’s Harlots: My Fifteen Years as a Sacred Prostitute in the Children of God Cult. // Nova Religio 3 No. 1 (1999): 163—167.
- Stephen A. Kent Rosemary Hamilton, Hellbent for Enlightenment: Sex, Power, and Death with a Notorious Master. Nova Religio 6 No. 1 (October 2002): 204—206.
- Stephen A. Kent James D. Chancellor, Life in The Family: An Oral History of the Children of God. // Nova Religio 8 No. 1 (July 2004): 108—112.
- Stephen A. Kent Roger O’Toole, Religion: Classic Sociological Approaches. Canadian Journal of Sociology 10, (1985): 322—324.
- Stephen A. Kent Said Arjomand, The Shadow of God and the Hidden Imam: Religion, Political Order, and Societal Change in Shi’ite Iran from the Beginning to 1890. Sociological Analysis 47 no.4 (Winter 1987): 369—370.

Аффидавит
- Affidavit of Dr. Stephen Kent, University of Alberta